# مطيافية الامتصاص الذري

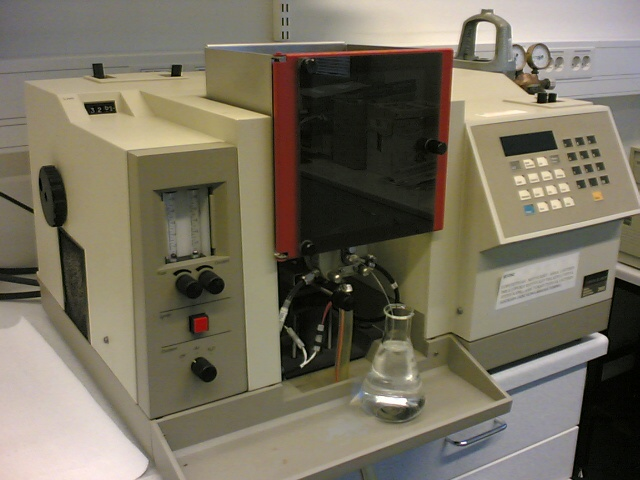
جهاز مطيافية الامتصاص الذري

مطيافية الامتصاص الذري (بالإنجليزية: Atomic absorption spectroscopy)‏ ومطيافية الانبعاث الذري (AAS): إجراء تحليل طيفي للتحديد الكمي للعناصر الكيميائية باستخدام امتصاص الإشعاع البصري (الضوء) بواسطة الذرات الحرة في الحالة الغازية. تعتمد مطيافية الامتصاص الذري على امتصاص الضوء بواسطة أيونات فلزية حرة.
في الكيمياء التحليلية، تُستخدم التقنية لتحديد تركيز عنصر معين (المُحلل) في عينة لكي يجري تحليلها. يمكن استخدام مطيافية الامتصاص الذري لتحديد أكثر من 70 عنصرًا مختلفًا في المحلول، أو مباشرةً في عينات صلبة عبر التبخير الكهروحراري، ويُستخدم أيضًا في علم الأدوية والفيزياء الحيوية وعلم الآثار وعلم السموم.
استُخدمت مطيافية الانبعاث الذري أول مرة بمثابة تقنية تحليلية، ووُضعت المبادئ الأساسية في النصف الثاني من القرن التاسع عشر بواسطة روبرت ويلهلم بنزن وغوستاف روبرت كيرشوف، كلاهما أساتذة في جامعة هايدلبرغ، ألمانيا.
طُور الشكل الحديث من مطيافية الامتصاص الذري إلى حدٍ كبير خلال خمسينات القرن العشرين من قبل فريق من الكيميائيين الأستراليين.  وقادهم السير آلان والش في منظمة الكومنولث للبحوث العلمية والصناعية (هيئة الأبحاث الأسترالية سي إس آي آر أو)، قسم الفيزياء الكيميائية، في ملبورن، أستراليا.
هناك العديد من الاستخدامات لمطيافية الامتصاص الذري في مجالات مختلفة من الكيمياء مثل التحليل السريري للمعادن في السوائل والأنسجة البيولوجية مثل الدم الكامل والبلازما والبول واللعاب وأنسجة المخ والكبد والشعر والأنسجة العضلية ويمكن استخدام مطيافية الامتصاص الذري في التحليل الكمي والنوعي.

## مبادئ
تستخدم هذه التقنية طيف الامتصاص الذري لعينة من أجل تقييم تركيز تحليلات معينة داخلها. يتطلب معايير ذات محتوى تحليلي معروف لتحديد العلاقة بين الامتصاص المُقاس وتركيز التحليل، لذا يعتمد على قانون بير لامبرت.
تعتمد هذه التقنية على مبدأ مطيافية الامتصاص بشكل عام لتحديد تركيز العينة اعتماداً على مدى امتصاصها للإشعاع المسلط عليها، حيث يحدد التركيز اعتماداّ على قانون بير لامبرت. نتيجة تعرض الإلكترونات إلى الطاقة ستتهيج وتنتقل إلى مدارات ذرية ذات طاقة أعلى. عملية امتصاص الطاقة هذه عند طول موجة معينة تكون مميزة وخاصة لكل عنصر من العناصر الكيميائية، مما يعطي هذه الوسيلة التحليلية انتقائيتها.
مقارنة انخفاض الشدة الضوئية نتيجة امتصاص الطاقة عند طول موجة معين يمكّن من تحديد التركيز اعتماداً على قانون بير لامبرت.
تحول الفلزات الموجودة في المحلول إلى حالتها الذرية بتعريضها للهب من مزيج من الأسيتلين والهواء، أو مزيج من الهواء وأكسيد النتروس (غاز الضحك).

## الامتصاص والتصحيح الخلفي
إن العدد الصغير نسبيًا لخطوط الامتصاص الذري (مقارنةً بخطوط الانبعاث الذري) وعرضها الضيق يجعل التداخل الطيفي نادر الحدوث؛ وهناك أمثلة قليلة فقط معروفة بأن خط الامتصاص لعنصر ما سوف يتداخل مع عنصر آخر. على النقيض من ذلك، فإن الامتصاص الجزيئي أوسع بكثير، لذا فمن المرجح أن تتداخل بعض نطاقات الامتصاص الجزيئي مع خط ذري. قد يكون هذا النوع من الامتصاص ناتجًا عن جزيئات غير مترابطة من العناصر المصاحبة للعينة أو غازات اللهب. يجب أن نميز بين أطياف الجزيئات ثنائية الذرة، التي تُظهِر بنية دقيقة واضحة، وتلك الخاصة بالجزيئات الأكبر (ثلاثية الذرة عادةً) التي لا تُظهِر مثل هذه البنية الدقيقة. هناك مصدر آخر للامتصاص الخلفي، خاصةً في مطيافية الامتصاص الذري الكهروحراري (إي تي إيه إيه إس)، وهو تشتت الإشعاع الأساسي في الجسيمات التي تولد في مرحلة الانحلال، عندما لا يمكن إزالة المادة الرابِطَة بشكلٍ كافٍ في مرحلة الانحلال الحراري.
قد تؤدي جميع هذه الظواهر -المتمثلة في الامتصاص الجزيئي والتشتت الإشعاعي- إلى امتصاص عالٍ اصطناعي وحساب متقدم (خاطئ) على نحو متزايد لتركيز المواد المراد تحليلها في العينة أو تجميعها. هناك العديد من التقنيات المتاحة لتصحيح الامتصاص الخلفي، وهي مختلفة بشكلٍ كبير بالنسبة لـ المصدر الخطي لمطيافية الامتصاص الذري وَ مصدر مستمر عالي الدقة لمطيافية الامتصاص الذري.

### تقنيات التصحيح الخلفي في المصدر الخطي لمطيافية الامتصاص الذري
لا يمكن تصحيح الامتصاص الخلفي في المصدر الخطي لمطيافية الامتصاص الذري إلا باستخدام تقنيات مساعدة، تستند جميعها إلى قياسين متتابعين، أولهما، الامتصاص الكلي (الذري بالإضافة إلى الخلفي)، وثانيهما، الامتصاص الخلفي المحض، ويعطي الفرق بين القياسين الامتصاص الذري الصافي. نتيجةً لذلك، وبسبب استخدام أجهزة إضافية في مقياس الطيف، فإن نسبة الإشارة إلى الضجيج للإشارات المصححة خلفيًا هي دائمًا أدنى بكثير مقارنةً بالإشارات غير المصححة. وتجدر الإشارة أيضًا إلى أنه في المصدر الخطي لمطيافية الامتصاص الذري لا توجد طريقة لتصحيح (الحالة النادرة) للتداخل المباشر بين خطين ذريين. في الأساس، هناك ثلاث تقنيات تُستخدم للتصحيح الخلفي في المصدر الخطي لمطيافية الامتصاص الخطي:

#### التصحيح الخلفي بطريقة الديوتريوم
هذه هي التقنية الأقدم التي ما تزال شائعة الاستخدام، خاصةً بالنسبة للهب مطيافية الامتصاص الذري. وفي هذه الحالة، يُستخدم مصدر منفصل (مصباح ديوتريوم) مع انبعاث واسع لقياس الامتصاص الخلفي على كامل عرض فتحة مخرج مقياس الطيف. يقلل استخدامُ مصباح منفصل دقةَ هذه التقنية، فلا يمكن تصحيحها لأي خلفية هيكلية. كما أنه لا يمكن استخدامه على أطوال موجية فوق 320 نانومترًا، إذ تصبح شدة انبعاث مصباح الديوتريوم ضعيفة جدًا. يفضل استخدام مصباح مهبط الديتيريوم المجوف مقارنةً مع المصباح القوسي بفضل ملاءمة مظهر المصباح السابق بشكلٍ أفضل مع مظهر حليلة الديتيريوم.

#### التصحيح الخلفي بطريقة سميث هيفتجي
تعتمد هذه التقنية (التي سميت باسم مخترعَيها) على توسيع الخطوط والانعكاس الذاتي لخطوط الانبعاث من مصباح المهبط المجوف عند تطبيق التيار العالي. على سبيل المثال يُقاس الامتصاص الكلي بواسطة تيار المصباح العادي، مع خط انبعاث ضيق ويُقاس الامتصاص الخلفي بعد تطبيق نبضة عالية التيار بمؤشر الخط المنعكس ذاتيًا، الذي يحتوي على القليل من الانبعاثات عند الطول الموجي الأصلي، وانبعاثات قوية على جانبي الخط التحليلي. ميزة هذه التقنية أنه لا يستخدم سوى مصدر إشعاع واحد؛ ومن بين عيوبها أن النبضات ذات التيار العالي تقلل من عمر المصباح، وأنه لا يمكن استخدام التقنية إلا للعناصر المتطايرة نسبيًا، مثل تلك التي تُظهِر انعكاسًا ذاتيًا كافيًا لتجنب الفقد الحاد في الحساسية. وهناك مشكلة أخرى هي أن الخلفية لا تُقاس بنفس الطول الموجي مثل الامتصاص الكلي، ما يجعل التقنية غير مناسبة لتصحيح الخلفية الهيكلية.

#### التصحيح الخلفي بطريقة تأثير زيمان
يُطبق مجال مغناطيسي متناوب في المرذاذ (فرن الغرافيت) لتقسيم خط الامتصاص إلى ثلاثة عناصر، العنصر باي، الذي يبقى في نفس وضع خط الامتصاص الأصلي، وعنصرا سيغما، والتي تنتقل إلى أطوال موجية أعلى وأطوال موجية أقل، على التوالي. يُقاس الامتصاص الكلي بدون مجال مغناطيسي ويُقاس الامتصاص الخلفي باستخدام المجال المغناطيسي. يجب إزالة العنصر باي في هذه الحالة، على سبيل المثال، باستخدام مستقطب، ولا يتداخل العنصران سيغما مع مؤشر انبعاثات المصباح، فلا يُقاس سوى الامتصاص الخلفي. وتتمثل مزايا هذه التقنية في قياس الامتصاص الخلفي والكلي مع نفس مؤشر الانبعاث للمصباح نفسه، فيمكن تصحيح أي نوع من الخلفية، بما في ذلك الخلفية ذات الهيكل الدقيق، ما لم يتأثر الجزيء المسؤول عن الخلفية أيضًا بالمجال المغناطيسي، واستخدام القاطع كمستقطب يقلل نسبة الإشارة إلى الضجيج. في حين أن العيوب تتمثل في التعقيد المتزايد لمقياس الطيف ومصدر الطاقة اللازمين لتشغيل المغناطيس القوي اللازم لتقسيم خط الامتصاص.